# Observatorio Farpoint
El Observatorio Farpoint es propiedad de la Liga de Aficionados a la Astronomía del Noreste de Kansas, que también lo opera. Se encuentra a 34 km al suroeste de Topeka, Kansas, Estados Unidos, cerca de Auburn, en los terrenos de una escuela.
El código de la unión astronómica internacional del observatorio Farpoint es 734 y es el centro del equipo de búsqueda de asteroides Farpoint, que tiene la reputación internacional de haber descubierto más de 330 asteroides no-NEO (objeto no próximo a la Tierra), además de muchos en órbitas NEO. Desde el 1 de enero de 2014, los observadores de Farpoint han contribuido con más de 22 000 observaciones de planetas menores, al centro de planetas menores de la unión astronómica internacional.

## Telescopio
Cuenta con el telescopio Pitt de Lindley Hall, de la Universidad de Kansas. Después de una reforma completa, el telescopio ahora mide 68,58 cm de apertura (diámetro del espejo principal), 2,82 m de largo, con un peso de 725 kg.